# ماساكي توكودومي
ماساكي توكودومي (باليابانية: 徳留真紀) هو متسابق دراجات نارية ياباني. نافس في سباقات بطولة العالم لفئة 250 سي سي ولفئة 125 سي سي ولفئة 50 سي سي. كان أفضل موسم له هو موسم سنة 1996 عندما فاز بأربعة سباقات في الجائزة الكبرى ممثلا فريق أبريليا.